# Сардесаи, Говинд Сакхарам
Говинд Сахарам Сардесаи (более известный как Риясаткар Сардесаи; 17 мая 1865 — 29 ноября 1959) — маратхский историк.
Автор восьмитомной работы «Маратхи Риясат» (маратхи मराठी रियासत) — первой объёмной истории народа маратхи, охватывающую период более чем в 1000 лет. Он также написал трехтомную «Новую историю маратхов» на английском языке.

## Биография

### Происхождение. Детство
Говинд Сахарам Сардесаи происходил из знатного, но обедневшег0 маратхского феодального рода. Его предки во второй половице XI века покинули район Пайтхана и поселились в области Конкан, в местечке Маваланг, недалеко от Сангамешвара. От последнего географического наименования они приняли и фамильное родовое имя Маваланкар. Впоследствии один из представителей рода получил пост налогового чиновника — сардеш мукха, от которого и произошло имя Сардесаи, равное по значению с первым. Параллельно употреблялось членами семьи и первое имя — Маваланкар. Из исторических источников известно, что Сардесаи принимали участие в делах маратхского государства еще во время Шиваджи. При маратхских пешвах они занимали ответственные административные посты в районах Пупы и Сатары. После ликвидации маратхской конфедерации в 1818 году семья поселилась в Варавли. К моменту рождения будущего историка его семья проживала уже в деревне Говил, где отец, Сакхарам Сардесаи, был учителем.
Говинд Сахарам Сардесаи родился 17 мая 1865 года. Поскольку семья принадлежала к брахманам, большое внимание с раннего возраста уделялось обучению мальчика. Отец его прекрасно знал старый маратхский административный шрифт моди, и мальчик научился писать и читать на нём еще в раннем возрасте, что позволило ему впоследствии без труда читать старые документы, о чём Сардесаи не без гордости вспоминал в старости. Дома он изучал и математику. Начальную школу Сардесаи окончил в Шипоши, после чего его отправили для продолжения образования в Ратнагири. В своих воспоминаниях Сардесаи писал, что именно здесь он начал интересоваться общественной жизнью Махараштры и всей страны. Это было время бурного пробуждения национального самосознания маратхов. В 1881 году начали выходить известные газеты Бала Гангадхара Тилака «Кесари» и «Махратта». Получив удостоверение об окончании школы в Ратнагири в 1884 году, Сардесаи по совету отца жены переехал для продолжения учебы в Фергюсон-колледж, который был открыт незадолго до этого в городе Пуна — неофициальной столице Махараштры.

### Знакомство с князем и выбор пути
В 1888 году Сардесаи окончил колледж, получил диплом бакалавра. Именно в это время Говинда знакомится с князем Гаеквадом, что кардинальным образом изменило жизнь юноши. Среди феодальных семей Индии клан Гаеквад из княжества Барода были известны любовью к искусству, науке и своей открытостью к новым веяниям. Такая политика не раз встречала противодействие со стороны английских колонизаторов. Князь Саяджирао Гаеквад III много сделал для введения современного образования в Бароде, стремился привлечь к себе на службу образованных людей. В крупнейших газетах Индии им публиковались объявления с приглашением на работу специалистов в самых разных областях. В 1888 году Гаекваде понадобился личный чтец и секретарь. Этот человек должен был удовлетворять многим требованиям: быть маратхом и индусом, иметь английское образование со степенью и традиционные индийские знания. Уделялось особое внимание честности. Личный чтец исполнял самые различные функции, он был одновременно и доверенным слугой князя. В обстановке интриг при дворе, когда князь и его дети не были свободны даже от страха быть отравленными, порядочность и честность рассматривались как важные качества.
Молодой бакалавр отправился сначала в Бароду, а затем в горный курорт Западной Индии Махабалешвар, где находился со своим больным сыном махараджа. Встреча с князем состоялась 12 января 1889 года, после чего произошло официальное назначение, которое открыло перед Сардесаи большие возможности. В Бароде были прекрасные библиотеки, а сам юноша получил средства для приобретения необходимых книг. Новый чтец со временем был допущен в архив Бароды — один из крупнейших княжеских архивов своего времени. Последнее было особенно важным. Играя на протяжении долгого времени значительную роль в делах Западной Индии, Гаеквады собрали ценные исторические источники периода правления маратхских пешв и английского господства. Подтвержденная благонадежность нового чиновника открывала доступ в архивные хранилища других маратхских князей. Времени у Сардесаи для самостоятельной работы оставалось мало. Капризный и деспотичный Саяджи Рао загружал своего чтеца трудоемкими и пустыми обязанностями. Нередки были случаи, когда мучимый бессонницей князь слушал ночи напролет чтение и рассказы Сардесаи, забывая, что утром его слугу ждут и другие дела. Люди, лично знавшие Говинда, вспоминают, что только большая воля и исключительно мягкий характер позволили ему удержаться на протяжении десятилетий при дворе в Бароде. Эти положительные качества приблизили чтеца к махарадже, они же помогли ему статьи воспитателем наследника.
В самом начале этой своей деятельности Сардесаи столкнулся с большой трудностью. Сам князь и члены его семьи интересовались историей Махараштры и историей Бароды. Серьезных же книг, написанных на маратхи, существовало очень мало. С первых дней в Бароде чтец Сардесаи начал составлять хронологию истории Махараштры, разделы которой рассказывались князю. При составлении использовался самый различный, включая и документальный, материал. Эти записи явились началом той громадной работы, которая привела впоследствии к появлению классической многотомной истории Махараштры на маратхском языке.
Махараджа был известен в Индии как страстный путешественник. Он посетил многие города и культурно-исторические центры страны и в 1887 году совершил первую поездку в Европу. В 1892 году Саяджи Рао III отправился путешествовать в Европу, взяв с собой Сардесаи. Путешествие расширило кругозор молодого историка. В 1900 году во время другой европейской поездки Сардесаи посетил Всемирную выставку в Париже, после чего остался па пять месяцев в Оксфорде, где учились в то время сыновья Гаеквада. Пребывание в одном из лучших научных центров Англии было использовано им для углубления своих знаний. Он слушает лекции по истории, санскриту, педагогике и другим предметам. Всего он совершил четыре поездки в Европу. В четвертой (1911 г.) он сопровождал махараджу на коронацию английского короля Георга V — исключительная привилегия для той эпохи.
Служба у махараджи приводит к знакомству Сардесаи со многими выдающимися учеными, писателями и политическими деятелями Индии, которым махараджа оказывал поддержку. В особенности он поддерживал маратхских ученых, которые или жили в Бароде, или были ее частыми посетителями. Еще до того как Сардесаи стал известным историком, он смог познакомиться с ведущими историками Махараштры — Магадевом Говиндом Ранаде, Даттарэем Балвантом Параснисом, Чарльзом Августусом Кинкейдом.

### Первая проба пера
Начало литературной деятельности Сардесаи относится к 90-х годам XIX в. Начинающий чиновник Бароды решается выступить с переводами с английского на маратхский. Первой работой становится «Князь» (или «Государь») Макиавелли. Трактаты о нормах поведения и правления для раджей существовали с глубокой древности и в самой Индии (знаменитая «Артхашастра» Каутильи является своего рода энциклопедией науки управления), однако Сардесаи посчитал важным познакомить князя и остальных индусов с западным представлениях о нормах правления (тем более, что дух «Государя» во многом соответствовал духу индийских представлений о вседозволенности правителя).
В 1890 году в Бароде в серии «Гирлянда книг Махараштры» («Махараштра грантх мала») этот перевод и был опубликован. Следующим переводом стала книга Джона Роберта Сили «Экспансия Англии». Она была опубликована в той же серии «Гирлянда книг Махараштры» в 1893 году и по объему значительно превосходила первую.

### 1890—1901: первые шаги историка
В 1896 году выходит первая самостоятельная историческая работа Сардесаи. Это был том, посвященный истории Индии периода господства мусульманских правителей. В работе преобладало фактологическое описание и отсутствовали собственные выводы. Именно это вызвало скептические настроение других историков Махараштры, которые воспринимали Сардесаи как сказателя (коим он и являлся по роду своей работы при дворе), но не самостоятельным исследователем. Тем не менее Сардесаи продолжил свою работу. Своей главной задачей он видел написание истории маратхов от Шиваджи до последнего пешвы Баджи Рао II. В 1901 году вышел том, посвященный истории Махараштры до 1707 г. (до смерти Аурангзеба). Эта работа грешила теми же недостатками, что и монография о мусульманском правлении в Индии. Автор некритически отнесся к работам своих маратхских предшественников, принял на веру многие их выводы, что укрепило его славу как «компилятора», но не историка (маратхи संकलक; санкаланак}).

### 1909 год: знакомство с Саркаром
Огромное значение для становления Сардесаи как исследователя имела долголетняя дружба с выдающимся индийским историком Джадунатхом Саркаром. Первые контакты историков относятся к 1904 году, когда Саркар по совету Рао Девдхара вступает в переписку с Сардесаи, предлагая ему установить обмен материалами. В своей научной работе Саркар, бенгалец по происхождению, использовал документы на персидском, но маратхские документы были ему недоступны по причине незнания языка. В свою очередь Сардесаи не знал персидского и испытывал необходимость в консультациях специалиста.
Переписка учёных продолжалась на протяжении почти четырех лет без личных встреч. В январе 1909 года под патронажем махараджи Саяджи Рао III в Бароде прошла конференция, посвященная маратхским библиотекам. Большую роль в ее организации сыграл видный экономист, главный министр (диван) княжества Рамеш Чандра Датт. Дж. Саркар, Р. Г. Бхандаркар и другие выдающиеся ученые были почетными гостями. Сардесаи исполнял обязанности рабочего секретаря. Именно тогда и представилась возможность двум историкам лично встретиться и лучше узнать друг друга. С 1909 года переписка становится постоянной и охватывает более широкий круг вопросов. Деловое сотрудничество постепенно превращается в дружбу, которая продлится много лет, вплоть до смерти Саркара в 1958 году (Сардесаи скончается годом позже).

### 1910—1925
В 1915 году выходит второй том «Маратхи Риясат». В своем письме от 9 августа 1916 года Саркар подчеркивал, что книга заслуживает перевода на английский язык, однако сделать его в конечном счёте так и не удалось. Он одновременно отмечал ее недостатки. По его мнению, Сардесаи «не критически принял фантастическую этимологию Раджваде». Главы по общей истории могольской империи носили компилятивный характер. Эти же недостатки отмечали и недруги Сардесаи, которые продолжали называть его «компилятором».

### 1920: конфликт со школой Пуны
По характеру своей работы над «Аурангзебом» Дж. Саркар должен был касаться кардинальных вопросов маратхской истории. Борьба за независимость маратхов под руководством Шиваджи и становление независимого маратхского государства шли в годы правления последнего великого могола. Постоянный интерес к Махараштре и собранный материал привели Дж. Саркара к мысли опубликовать в 1920 году на английском языке самостоятельную биографию Шиваджи. Это была первая научная биография Шиваджи на английском языке и она принадлежала перу бенгальца, а не маратха. Последнее было встречено крайне недоброжелательно среди ученых кругов Пуны. Местная пресса опубликовала рецензии с резкой критикой. Саркар был обвинен в том, что не использовал маратхские документы, главным образом исторические песни и феодальные хроники. Поскольку главным советчиком по маратхским источникам у Саркара был Сардесаи, эта критика была направлена и на него.
Дж. Саркар являлся представителем официальной исторической науки. Оппозиция к нему была отражением оппозиции ко всему официальному, чужеродному, немаратхскому. Сам Дж. Саркар не лучшим образом ответчад на эту критику. Всех, кто не соглашался с его выводами, он не признавал учеными. Не стесняясь в выражениях при споре, он тем самым еще более ухудшил взаимоотношения. Являясь авторитетом общеиндийского масштаба, общаясь по роду своей работы с сильными мира сего, Дж. Саркар всюду преуменьшал заслуги Пунской исторической школы, что болезненно воспринималось в Махараштре.
В 1925 году Сардесаи после 37 лет службы при дворе подаёт прошение об отставке и выходит на почётную пенсию. Отныне он обретает возможность целиком посвятить себя работе историка.

### Работа над Пешвой дафтар
В первые годы после отставки Сардесаи главное внимание уделяет изучению, классификации и изданию маратхских исторических документов. При написании своих работ он широко использовал архивы англичан и индийских феодальных князей (Бароды, Гвалиора и др.). Однако крупнейшее собрание документального материала в г. Пуне, широко известное как Пешва Дафтар (पेशवे दफ्तर), из-за беспорядка в хранении и отсутствия элементарных описаний оставалось белым пятном для исследователей. После ликвидации английскими колонизаторами маратхской конфедерации в 1818 году масса бумаг главного министра маратхского государства (пешвы) и других феодалов попала в руки англичан. Часто они использовались для практических нужд при определении прав владения феодалов и назначении им пенсий. В научном плане документами интересовались мало. Выдающиеся маратхские общественные деятели и ученые Ранаде, Теланг и Бхандаркар не раз обращали внимание на значимость Пешва Дафтара. С 1897 года была осуществлена публикация 13 томов документов под редакцией Г. С. Вада. Но это издание совершенно не удовлетворяло требованиям, предъявляемым к научным изданиям.
В 1911 г. в Пуне было образовано Общество по исследованию индийской истории, по оно при крайнем недостатке людских и материальных ресурсов с трудом справлялось с обработкой и изданием тематических публикаций. Большое внимание этому хранилищу уделяла Комиссия по историческим индийским документам. Через два года после ее образования на бомбейской сессии (1921) выдающийся маратхский историк Д. Б. Параснис прочел доклад о Пешва Дафтаре. В нем он дал оценку собрания и наметил главные линии изыскания исторического материала. Все это являлось только предварительной работой. Научное, описание документов и подготовка их публикации начинается в 1929 г. по инициативе группы ведущих индийских историков. Саркар играл большую роль в деятельности Комиссии по историческим индийским документам. Он был одним из инициаторов предложения о научном исследовании Пешва Дафтара. По предложению Дж. Саркара правительство Бомбейской провинции назначает руководителем группы по исследованию Пешва Дафтара Г. С. Сардесаи, и он почти на пять лет (1929—1933) целиком и полностью посвящает себя этой работе.
В конечном счёте несмотря на финансовые трудности и ожесточенное сопротивление со стороны историков Пуны Сардесаи изучил почти 35 000 документов, в том числе 27 332 документа на моди маратхи; 7482 на английском языке; 129 на гуджарати; и 29 на персидском языке. Он опубликовал 45 томов «Пешва Дафтар», состоящих из 7801 страницы и охватывающих 8 650 документов.